# Heinrich Denzinger
Heinrich Joseph Dominikus Denzinger (* 10. November 1819 in Lüttich; † 19. Juni 1883 in Würzburg) war ein katholischer Theologe.

## Herkunft
Seine Eltern waren der Professor Ignaz Denzinger (1782–1862) und dessen Ehefrau Marie Thekla Molitor. Der Vater war Professor der Philosophie in Lüttich und wechselte 1831 nach Würzburg. Ein älterer Bruder Leopold August (* 23. Juni 1818 in Lüttich; † nach 1894) studierte in Berlin, wurde Professor für Römisches Recht in Würzburg und 1851 als Priester ordiniert; 1862 bis 1867 wirkte er als Ortspfarrer in Waldbüttelbrunn. Der jüngere Bruder Franz Josef (1821–1894) wurde Architekt und war ab 1859 Dombaumeister in Regensburg (Ausbau der beiden Türme, Querschiff mit Dachreiter), daneben 1869 bis 1879 an Wiederherstellung und Ausbau des Frankfurter Doms beteiligt.

## Leben
Heinrich Denzinger legte 1836 in Würzburg das Abitur ab und studierte abschließend Philosophie und Theologie, zunächst in Würzburg und von 1841 bis 1845 in Rom. 1844 wurde er zum Priester geweiht.
Ab 1848 war Denzinger Professor für Exegese des Neuen Testaments bzw. seit 1854 für Dogmatik an der Universität Würzburg. Mit Georg Anton von Stahl, Joseph Hergenröther und Franz Hettinger gehörte er zu den Vertretern der Römischen Schule, die Würzburg zu einem ihrer Zentren machten. Er begründete 1854 die Quellensammlung Enchiridion Symbolorum, die bis heute – in zahlreichen Überarbeitungen – weiter in Gebrauch ist. Sie umfasst alle für die katholische Theologie wichtigen Glaubensbekenntnisse und kirchlichen Lehrdokumente zu Fragen des Glaubens und der Sitten. In der Liturgiewissenschaft noch viel benutzt, weil unersetzt, ist die von Denzinger herausgegebene Sammlung lateinischer Übersetzungen von ostkirchlichen Texten zur Feier der nicht-eucharistischen Sakramente: Ritus Orientalium, Coptorum, Syrorum et Armenorum in administrandis sacramentis (2 Bände, Würzburg, 1863–1864).
Bei ihm promovierte unter anderem 1856 Anton von Scholz zum Doktor der Katholischen Theologie mit dem Thema De inhabitatione Spiritus Sancti (lateinisch Über die Einwohnung des Heiligen Geistes), der später Professor  der Theologischen Fakultät und Rektor der Julius-Maximilians-Universität in Würzburg war.